# Эвенкийские административно-территориальные образования
Эвенкийские административно-территориальные образования — административно-территориальные образования (АТО) со статусом автономии или национальной территориальной единицы, расположенные в местах компактного проживания эвенков. В настоящее время эвенкийские АТО имеются в России и Китае.

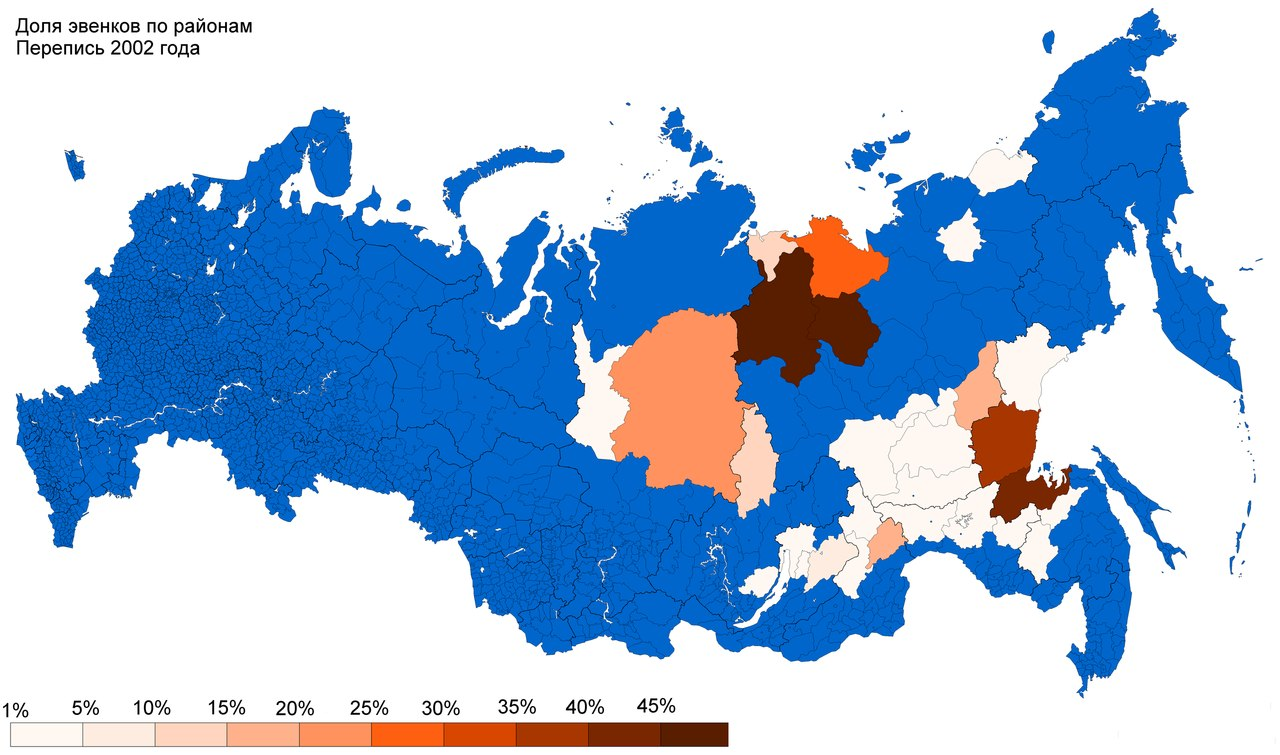
Доля эвенков по районам России (перепись 2002 года)

## Россия

### Современные эвенкийские АТО
- АТО районного уровня
  - Красноярский край
    - Эвенкийский район (раннее - Эвенкийский автономный округ, преобразован в район в 2007 году). Центр — Тура. Площадь — 767,6 тыс. км², население — 16,4 тыс. чел. (2009). В административном отношении до упразднения автономного округа делился на 3 района: Байкитский, Илимпийский и Тунгусско-Чунский. Образован в 1930 году как Эвенкийский национальный округ.

  - Бурятия
    - Баунтовский эвенкийский район. Центр — Багдарин. Площадь — 66,8 тыс. км², население — 10,4 тыс. чел. (2007). Делится на 9 сельских поселений, 2 из которых являются эвенкийскими. Статус эвенкийского район получил в 1992 году.

  - Якутия
    - Анабарский национальный долгано-эвенкийский улус. Центр — Саскылах. Площадь — 55,6 тыс. км², население — 4,0 тыс. чел. (2007). Образован в 1930 году.
    - Жиганский национальный эвенкийский улус. Центр — Жиганск. Площадь — 140,2 тыс. км², население — 4,0 тыс. чел. (2008). Образован в 1930 году, потом терял статус национального. Вновь приобрёл в 2008 году[1].
    - Оленёкский национальный эвенкийский улус. Центр — Оленёк. Площадь — 318,1 тыс. км², население — 4,1 тыс. чел. (2007). Образован в 1935 году.
- АТО сельского уровня
  - Бурятия
    - Байкальское эвенкийское сельское поселение Северо-Байкальского района[2].
    - Дырен эвенкийское сельское поселение Курумканского района[3].
    - Куморское эвенкийское сельское поселение Северо-Байкальского района[2].
    - Улюнхан эвенкийское сельское поселение Курумканского района[3].
    - Уоянское эвенкийское сельское поселение Северо-Байкальского района[2].
    - Усойское эвенкийское сельское поселение Баунтовского эвенкийского района[4].
    - Усть-Джилиндинское эвенкийское сельское поселение Баунтовского эвенкийского района[4].
    - Холодное эвенкийское сельское поселение Северо-Байкальского района[2].

  - Якутия
    - Беллетский эвенкийский национальный наслег Алданского улуса.
    - Булунский эвенкийский национальный наслег Булунского улуса.
    - Жарханский национальный наслег Олёкминского улуса.
    - Жилиндинский национальный наслег Оленёкского улуса.
    - Иенгринский эвенкийский национальный наслег Нерюнгринского улуса (с 2009 года)[5].
    - Киндигирский национальный наслег Олёкминского улуса.
    - Кирбейский национальный наслег Оленёкского улуса.
    - Кюпский национальный наслег Усть-Майского улуса.
    - Оленёкский национальный наслег Оленёкского улуса.
    - Петропавловский национальный наслег Усть-Майского улуса.
    - Садынский национальный наслег Мирнинского улуса.
    - Саскылахский национальный наслег Анабарского улуса.
    - Тянский национальный наслег Олёкминского улуса.
    - Чаринский национальный наслег Олёкминского улуса.
    - Шологонский национальный наслег Оленёкского улуса.
    - Эвенкийское муниципальное образование «Кыстатыам» Жиганского улуса.
    - Эжанский национальный наслег Усть-Майского улуса.

### Упразднённые эвенкийские АТО
- АТО окружного уровня
  - Витимо-Олёкминский национальный округ в составе Восточно-Сибирского края (ныне территория Забайкальского края) существовал в 1930—1938 годах. Площадь — 209,6 тыс. км². Включал 4 района — Тунгиро-Олёкминский, Тунгокоченский, Нюкжинский и Каларский.
- АТО районного уровня[6]
  - Буреинский район (ныне Амурская область) в 1930-е годы имел статус эвенкийского национального.
  - Катангский район (ныне Иркутская область) в 1930-е годы имел статус эвенкийского национального.
  - Кур-Урмийский (эвенко-нанайский) район (ныне Хабаровский край).
  - Северо-Байкальский район (ныне Бурятия) в 1930-е годы имел статус эвенкийского национального.
  - Селемджинский район (ныне Амурская область) в 1930-е годы имел статус эвенкийского национального.
  - Токкинский эвенкийский национальный район Якутской АССР был образован в 1936 году (упразднён в 1953 году).
- АТО сельского уровня
  - В разных районах Сибири и Дальнего Востока СССР в 1920—1930-е годы существовало большое количество эвенкийских национальных сельских, туземных и родовых советов.

## Китай
- АТО уездного уровня
  - Внутренняя Монголия, городской округ Хулун-Буир
    - Орочонский автономный хошун. Центр — Алихэ. Площадь — 59,8 тыс. км², население — 280 тыс. чел. (2009)
    - Эвенкийский автономный хошун. Центр — Баян-Тохой. Площадь — 19,1 тыс. км², население — 146,8 тыс. чел. (2009)
- АТО волостного уровня
  - Внутренняя Монголия, городской округ Хулун-Буир
    - Баян-Эвенкийская национальная волость в Морин-Дава-Даурском автономном хошуне
    - Дулар-Эвенкийская национальная волость в Морин-Дава-Даурском автономном хошуне
    - Дэлициэр-Эвенкийская национальная волость в хошуне Арун-Ци городского округа Хулун-Буир
    - Олгуя-Эвенкийская национальная волость в городском уезде Гэньхэ
    - Орочонская национальная волость в городском уезде Чжаланьтунь
    - Иньхэ-Даурско-Эвенкийская национальная волость в хошуне Арун-Ци
    - Самацзе-Эвенкийская национальная волость в городском уезде Чжаланьтунь
    - Чабацзи-Эвенкийская национальная волость в хошуне Арун-Ци
    - Эвенкийский национальный сомон в хошуне Чэнь-Барга-Ци

  - Хэйлунцзян
    - Байиньна-Орочонская национальная волость в уезде Хума округа Да-Хинган-Лин
    - Синван-Эвенкийская национальная волость в городском уезде Нэхэ городского округа Цицикар
    - Синьсин-Орочонская национальная волость в уезде Цикэ городского округа Хэйхэ
    - Синьшэн-Орочонская национальная волость в районе Айгунь городского округа Хэйхэ
    - Синьэ-Орочонская национальная волость в уезде Цикэ городского округа Хэйхэ
    - Шибачжань-Орочонская национальная волость в уезде Тахэ округа Да-Хинган-Лин